# Craig Alexander
Craig Alexander (* 22. Juni 1973 in Cronulla Beach, New South Wales) ist ein ehemaliger australischer Triathlet. Er ist Ozeanien-Meister (2007), nationaler Vizemeister auf der Langdistanz (2009) und Vizeweltmeister auf der Langdistanz (2006). Außerdem gewann er dreimal die Ironman World Championship (2008, 2009, 2011) und zweimal die Ironman 70.3 World Championship (2006, 2011). Er wird in der Bestenliste australischer Triathleten auf der Ironman-Distanz geführt.

## Werdegang
In seiner Jugend spielte Craig Alexander Fußball, war aber auch im Schwimmsport, im Wasserball und im Cricket aktiv. Er absolvierte im Dezember 1993 in Kurnell, einem südlichen Vorort von Sydney, seinen ersten Triathlon.

Craig Alexander war zunächst vor allem auf der olympischen Distanz aktiv und belegte bereits 1995 beim Weltcup in Sydney den achten Platz und weitere Top-Ten-Platzierungen bei hochrangigen Wettkämpfen folgten. 1998 wurde er Dritter bei der Aquathlon-Weltmeisterschaft.

### Triathlon-Profi seit 2002
2002 startete er seine Profi-Karriere und war zunächst weiterhin auf Kurz- und Mitteldistanz-Wettkämpfen aktiv. Seinen Spitznamen „Crowie“ erhielt er von Freunden wegen seiner Ähnlichkeit zu dem in den 1990er-Jahren in Australien populären Jonathan Crowe.
2005 konnte Craig Alexander als erster Mann den seit 2002 von der Fitness-Kette Life Time Fitness als Einladungsrennen für Profi-Triathleten veranstalteten „Kampf der Geschlechter-Triathlon“ (Battle of the Sexes Triathlon) gewinnen. Dieser war mit 250.000 US-Dollar Preisgeld alleine für den Sieger der bis dahin weltweit höchstdotierten Triathlon: Bei diesem Triathlon über die olympische Distanz starteten die Frauen 9 Minuten und 32 Sekunden vor den Männern und wer zuerst die Ziellinie überquerte, erhielt zusätzlich zu den 50.000 US-Dollar Preisgeld für die männlichen und weiblichen Sieger zusätzliche 200.000 US-Dollar Prämie.

### Ironman-70.3-Weltmeister 2006
2006 gewann Alexander das Finale der damals neu von der WTC initiierten Ironman 70.3-Serie, in Canberra wurde er hinter Torbjørn Sindballe und vor Marino Vanhoenacker Vizeweltmeister auf der Langdistanz.
2007 wurde er in Huskisson bei Nowra Ozeanischer Meister auf der Langdistanz.

### Ironman-Weltmeister 2008
2007 startete er erstmals beim Ironman Hawaii und lag auf der Laufstrecke lange in Führung, musste sich dann aber Chris McCormack geschlagen geben. In den beiden Folgejahren konnte er hier aber gewinnen. Nach einem vierten Platz beim Ironman Hawaii 2010 gewann er 2011 mit 38 Jahren zum dritten Mal die Ironman World Championship, was vor ihm nur Dave Scott, Mark Allen und Peter Reid gelang.
Gleichzeitig konnte er als erster Triathlet den 15 Jahre zuvor 1996 von Luc Van Lierde aufgestellten Streckenrekord unterbieten. 2011 konnte er in Henderson bei Las Vegas seinen Sieg von 2006 bei der Ironman 70.3 World Championship wiederholen.
Im Oktober 2013 kündigte er nach dem Ironman Hawaii an, seine Karriere beenden zu wollen.
Im Februar 2014 startete er seine Trainingsplattform Sansego. Nachdem er im Frühjahr 2014 noch seinen Rücktritt vom Rücktritt erklärt hatte, ließ er im März nach dem Ironman Melbourne verlauten, in Zukunft ausschließlich auf der Kurz- und Mitteldistanz starten zu wollen. Entgegen dieser Aussage wurde er im September in China Fünfter bei der Weltmeisterschaft auf der Triathlon-Langdistanz. Im Oktober startete er zum achten Mal beim Ironman Hawaii und belegte als zweitschnellster Australier den 13. Rang.
Im Februar 2017 gewann der damals 43-Jährige den Huskisson Long Course Triathlon. Seit 2019 tritt Craig Alexander nicht mehr international in Erscheinung.

### Privates
„Crowie“ besuchte die Ashfield Boys High School in Ashfield und erwarb einen Abschluss als Bachelor in Physiotherapie an der Universität Sydney. Seit Januar 1999 ist er  verheiratet und er hat mit seiner Frau drei Kinder. Alexander lebt mit seiner Familie in Boulder (Colorado) und in Sydney.

## Auszeichnungen
- 2006 ernannte ihn das amerikanische Triathlete Magazine zum „US Triathlete of the Year“.
- Im Juni 2015 wurde er durch Königin Elisabeth II. für seine sportlichen Erfolge mit dem Ehrenzeichen „Order of Australia“ (OAM) ausgezeichnet.[10]
- Im März 2018 wurde er ausgezeichnet als „Greatest Male Pro Triathlete all time Australia/New Zealand“.[11]

## Veröffentlichungen
- Craig Alexander: As the Crow Flies: My Journey to Ironman World Champion. Velopress, Oktober 2012, ISBN 978-1934030943.
- Craig Alexander, Jens Richter (Übersetzer): Mein Weg zum Ironman-Titel. spomedis, September 2012, ISBN 978-3936376852.

## Sportliche Erfolge
| Datum/Jahr    | Rang | Wettbewerb                          | Austragungsort | Zeit     | Bemerkung |
| ------------- | ---- | ----------------------------------- | -------------- | -------- | --- |
| 1. Juni 2008  | 3    | Escape from Alcatraz Triathlon      | San Francisco  | 02:02:53 | hinter dem Sieger Andy Potts |
| 16. Apr. 2006 | 6    | OTU Triathlon Oceania Championships | Geelong        | 01:52:28 | |
| 4. Sep. 2005  | 1    | ITU Triathlon Pan American Cup      | Boston         | 01:42:15 | |
| 18. Juli 2005 | 1    | Life Time Fitness Triathlon         | Minneapolis    | 01:59:32 | inkl. 9½ Minuten Startrückstand, Alexander gewann damit 50.000 US$ Preisgeld als schnellster Mann sowie weitere 200.000 US$ Preisgeld für seinen Zieleinlauf vor Simon Whitfield, Hunter Kemper, Emma Snowsill, Joanna Zeiger, Annabel Luxford und Hamish Carter |
| 15. Mai 2005  | 4    | ITU Triathlon World Cup             | Ishigaki       | 01:47:33 | |
| 1. Mai 2005   | 4    | ITU Triathlon World Cup             | Mooloolaba     | 01:59:50 | |
| 6. Juni 2004  | 4    | Escape from Alcatraz Triathlon      | San Francisco  | 01:57:53 | hinter dem Sieger Simon Lessing |
| 13. Juni 2004 | 6    | ITU Triathlon Pan American Cup      | Bellingham     | 02:02:10 | |
| 21. Feb. 2004 | 7    | OCA Triathlon Oceania Championships | Devonport      | 01:54:35 | |
| 2003          | 1    | St. Croix Triathlon                 | St. Croix      |          | |
| 23. Nov. 2003 | 4    | ITU Triathlon World Cup             | Geelong        | 01:57:37 | |
| 31. Aug. 2003 | 9    | ITU Triathlon Pan American Cup      | Boston         | 01:46:15 | |
| 19. Juli 2003 | 2    | ITU Triathlon Pan American Cup      | Pacific Coast  | 01:52:17 | hinter Simon Lessing |
| 30. Nov. 2002 | 1    | Laguna Phuket Triathlon             | Phuket         | 02:32:48 | [ 12 ] |
| 1. Sep. 2002  | 3    | ITU Triathlon Pan American Cup      | Boston         | 01:42:13 | |
| 28. Juli 2002 | 7    | ITU Triathlon World Cup             | Tiszaújváros   | 01:46:21 | |
| 21. Apr. 2002 | 7    | ITU Triathlon Oceania Cup           | Mooloolaba     | 01:57:20 | |
| 31. März 2002 | 7    | ITU Triathlon World Cup             | Geelong        | 01:52:51 | |
| 26. Aug. 2001 | 5    | ITU Triathlon Asian Cup             | Muju           | 01:49:06 | |
| 12. Aug. 2001 | 7    | ITU Triathlon World Cup             | Yamaguchi      | 01:53:22 | |
| 9. Mai 1999   | 7    | OTU Triathlon Oceania Championships | Mooloolaba     | 01:57:52 | bei der Ozeanischen Triathlon-Meisterschaft |
| 26. Okt. 1997 | 9    | ITU Triathlon World Cup             | Sydney         | 01:54:06 | |
| 13. Okt. 1996 | 5    | ITU Triathlon World Cup             | Auckland       | 01:55:25 | |
| 15. Okt. 1995 | 8    | ITU Triathlon World Cup             | Sydney         | 01:49:45 | |
| Dez. 1993     |      | Kurnell Triathlon                   | Kurnell        |          | erster Triathlon |

| Datum/Jahr    | Rang  | Wettbewerb                         | Austragungsort       | Zeit     | Bemerkung |
| ------------- | ----- | ---------------------------------- | -------------------- | -------- | --- |
| 4. Mai 2019   | 1     | Ironman 70.3 Busselton             | Busselton            | 03:49:53 | |
| 24. März 2019 | 2     | Ironman 70.3 Davao                 | Davao                | 03:52:21 | |
| 26. Aug. 2018 | 2     | Ironman 70.3 Sunshine Coast        | Sunshine Coast       | 03:43:18 | |
| 14. Apr. 2018 | 2     | Ironman 70.3 Liuzhou               | Liuzhou              | 03:49:23 | |
| 19. Feb. 2017 | 1     | Huskisson Long Course Triathlon    | Huskisson            | 03:41:43 | 2 km Schwimmen, 83 km Radfahren und 20 km Laufen                                                                                    |
| 4. Sep. 2016  | 10    | Ironman 70.3 World Championship    | Mooloolaba           | 03:47:28 | [ 14 ] |
| 1. Mai 2016   | 1     | Ironman 70.3 Busselton             | Busselton            | 03:42:59 | Sieger mit neuem Streckenrekord |
| 3. Apr. 2016  | 1     | Ironman 70.3 Putrajaya             | Putrajaya            |          | |
| 6. März 2016  | 1     | Ironman 70.3 Subic Bay Philippines | Philippinen          | 03:48:56 | |
| 5. Apr. 2015  | 2     | Ironman 70.3 Putrajaya             | Putrajaya            | 04:09:39 | |
| 8. Feb. 2015  | 1     | Ironman 70.3 Geelong               | Geelong              | 03:46:26 | |
| 18. Jan. 2015 | 4     | Ironman 70.3 Auckland              | Auckland             | 03:52:37 | |
| 31. Mai 2014  | DSQ * | Ironman 70.3 Hawaii                | Hawaii               | –        | Craig Alexander beendete das Rennen auf dem zweiten Rang – wurde aber aufgrund eines nicht erlaubten Schwimmanzugs disqualifiziert. |
| 9. Feb. 2014  | 1     | Ironman 70.3 Geelong               | Geelong              | 04:06:00 | |
| 21. Juli 2013 | 1     | Ironman 70.3 Lake Stevens          | Washington           | 03:55:23 | [ 17 ] |
| 9. Juni 2013  | 1     | Ironman 70.3 Kansas                | Lawrence             |          | |
| 1. Juni 2013  | 1     | Ironman 70.3 Hawaii                | Hawaii               |          | |
| 9. Sep. 2012  | 2     | Ironman 70.3 World Championship    | Las Vegas            | 03:55:36 | |
| 10. Juni 2012 | 1     | Eagleman Ironman 70.3              | Cambridge (Maryland) | 03:44:57 | |
| 11. Sep. 2011 | 1     | Ironman 70.3 World Championship    | Henderson            | 03:54:48 | 2. Erfolg nach 2006 |
| 17. Juli 2011 | 8     | Ironman 70.3 Racine                | Racine               | 04:09:52 | |
| 13. Sep. 2010 | 1     | Ironman 70.3 Muskoka               | Muskoka              | 03:58:33 | Craig Alexander feierte seinen dritten Sieg in Huntsville                                                                           |
| 18. Juli 2010 | 1     | Ironman 70.3 Racine                | Racine               | 03:48:56 | |
| 12. Juni 2010 | 1     | Ironman 70.3 Boise                 | Boise                | 04:02:11 | |
| 21. März 2010 | 1     | Ironman 70.3 Singapore             | Singapur             | 03:53:31 | Wiederholung des Erfolges aus dem Vorjahr mit Sieg                                                                                  |
| 7. Feb. 2010  | 1     | Ironman 70.3 Geelong               | Geelong              | 03:53:15 | Sieg und damit Titelverteidigung in Australien                                                                                      |
| 13. Sep. 2009 | 1     | Ironman 70.3 Muskoka               | Muskoka              | 03:58:04 | |
| 19. Juli 2009 | 8     | Vineman Ironman 70.3               | Sonoma County        | 04:05:09 | |
| 13. Juni 2009 | 1     | Ironman 70.3 Boise                 | Boise                | 03:51:46 | Sieger mit nur 2 Sekunden Vorsprung auf den US-Amerikaner Chris Lieto                                                               |
| 29. Mai 2009  | 1     | Ironman 70.3 Hawaii                | Hawaii               | 04:02:52 | [ 21 ] |
| 22. März 2009 | 1     | Ironman 70.3 Singapore             | Singapur             | 03:47:24 | |
| 8. Feb. 2009  | 1     | Ironman 70.3 Geelong               | Geelong              | 03:50:51 | [ 22 ] |
| 30. März 2008 | 2     | Ironman 70.3 California            | Oceanside            | 03:58:25 | |
| 4. Mai 2008   | 1     | Ironman 70.3 St. Croix             | Saint Croix          | 04:05:34 | |
| 2008          | 2     | Ironman 70.3 Kansas                | Lawrence             | 04:00:00 | |
| 2008          | 2     | Vineman Ironman 70.3               | Sonoma County        | 03:51:26 | |
| 2008          | 1     | Ironman 70.3 Muskoka               | Muskoka              | 04:10:31 | |
| 22. Juli 2007 | 1     | Vineman Ironman 70.3               | Sonoma County        | 03:50:49 | Sieg vor seinem Landsmann Luke Bell                                                                                                 |
| 2007          | 1     | Ironman 70.3 Florida               | Orlando              | 03:50:27 | Sieg mit neuem Streckenrekord |
| 2007          | 1     | Ironman 70.3 St. Croix             | St. Croix            |          | |
| 11. Nov. 2006 | 1     | Ironman 70.3 World Championship    | Clearwater           | 03:45:37 | |
| 7. Mai 2006   | 1     | Ironman 70.3 St. Croix             | St. Croix            | 04:07:33 | |
| 4. Dez. 2005  | 2     | Laguna Phuket Triathlon            | Phuket               |          | |
| 2005          | 2     | 5430 Long Course Triathlon         | Boulder              |          | |
| 2005          | 1     | Port of Tauranga Half Ironman      | Tauranga             |          | |
| 20. Nov. 2004 | 1     | Laguna Phuket Triathlon            | Phuket               |          | |
| 2. Mai 2004   | 2     | St. Croix Triathlon                | Saint Croix          | 04:14:01 | |

| Datum/Jahr    | Rang | Wettbewerb                                        | Austragungsort              | Zeit     | Bemerkung |
| ------------- | ---- | ------------------------------------------------- | --------------------------- | -------- | --- |
| 11. Okt. 2014 | 13   | Ironman Hawaii                                    | Hawaii                      | 08:36:25 | Ironman World Championship                                                                                                   |
| 21. Sep. 2014 | 5    | ITU Long Distance Triathlon World Championships   | Weihai                      | 05:20:45 | Triathlon-Weltmeisterschaft auf der Langdistanz                                                                              |
| 23. März 2014 | 5    | Ironman Melbourne                                 | Melbourne                   | 08:05:47 | mit der schnellsten Marathonzeit in 2:43:52 Stunden                                                                          |
| 12. Okt. 2013 | 23   | Ironman Hawaii                                    | Hawaii                      | 08:43:59 | |
| 24. März 2013 | 3    | Ironman Melbourne                                 | Melbourne                   | 07:39:37 | Die Schwimmdistanz wurde aufgrund der Witterungsverhältnisse auf verkürztem Kurs ausgetragen.                                |
| 13. Okt. 2012 | 12   | Ironman Hawaii                                    | Hawaii                      | 08:40:49 | |
| 25. März 2012 | 1    | Ironman Melbourne                                 | Melbourne                   | 07:57:44 | Sieger bei der Erstaustragung – mit neuer persönlicher Bestzeit auf der Langdistanz                                          |
| 8. Okt. 2011  | 1    | Ironman Hawaii                                    | Hawaii                      | 08:03:56 | Mit neuem Streckenrekord und der zweitschnellsten Radzeit (4:24:05 Stunden) dritter Sieg bei der Ironman World Championship  |
| 26. Juni 2011 | 1    | Ironman Coeur d’Alene                             | Idaho                       | 08:19:48 | Sieg mit neuem Streckenrekord                                                                                                |
| 12. März 2011 | 6    | Abu Dhabi International Triathlon                 | Abu Dhabi                   | 06:46:46 | 3 km Schwimmen, 200 km Radfahren und 20 km Laufen                                                                            |
| 9. Okt. 2010  | 4    | Ironman Hawaii                                    | Hawaii                      | 08:16:53 | |
| 21. Feb. 2010 | 1    | Australian Long Course Triathlon Championships    | Huskisson                   | 03:36:04 | Sieger und damit australischer Meister neben Carrie Lester bei den Frauen (2 km Schwimmen, 83 km Radfahren und 20 km Laufen) |
| 10. Okt. 2009 | 1    | Ironman Hawaii                                    | Hawaii                      | 08:20:21 | |
| 22. Feb. 2009 | 2    | OTU Long Distance Triathlon Oceania Championships | Huskisson (New South Wales) | 03:51:06 | |
| 1. Okt. 2008  | 1    | Ironman Hawaii                                    | Hawaii                      | 08:17:45 | Craig Alexander gewann die Ironman World Championship                                                                        |
| 13. Okt. 2007 | 2    | Ironman Hawaii                                    | Hawaii                      | 08:19:04 | hinter Chris McCormack. |
| 1. Apr. 2007  | 3    | Ironman Australia                                 | Port Macquarie              | 08:38:50 | |
| 25. Feb. 2007 | 1    | OTU Long Distance Triathlon Oceania Championships | Huskisson                   | 03:36:52 | Ozeanischer Triathlonmeister auf der Langdistanz vor Pete Jacobs                                                             |
| 19. Nov. 2006 | 2    | ITU Long Distance Triathlon World Championships   | Canberra                    | 06:00:35 | Vizeweltmeister auf der Langdistanz hinter Torbjørn Sindballe und vor Marino Vanhoenacker                                    |
| 11. Juli 1999 | 20   | ITU Long Distance Triathlon World Championships   | Säter                       | 06:00:46 | Triathlon-Weltmeisterschaft auf der Langdistanz                                                                              |

| Datum/Jahr | Rang | Wettbewerb                        | Austragungsort | Zeit | Bemerkung                   |
| ---------- | ---- | --------------------------------- | -------------- | ---- | --------------------------- |
| 1998       | 3    | ITU Aquathlon World Championships | Noosa          |      | Aquathlon-Weltmeisterschaft |